# 由利本荘市西目カントリーパークサッカー場
由利本荘市西目カントリーパークサッカー場（ゆりほんじょうしにしめカントリーパークサッカーじょう）は、秋田県由利本荘市西目町出戸の西目カントリーパーク内にあるサッカー専用の球技場である。西目サッカー場とも呼ばれる。

## 概要
2007年開催の第62回国民体育大会（秋田わか杉国体）のサッカー競技会場として2004年に完成し、女子および少年男子の決勝戦の会場ともなった。日本プロサッカーリーグ（Jリーグ）正会員クラブであるブラウブリッツ秋田が練習場などで使用しており、2013年シーズンまで（前身のTDKサッカー部を含む）はホームゲーム開催会場の一つであった。なお、2014年のJ3リーグ公式戦ではホームスタジアムの登録から外れている。

## 詳細
- フィールド：天然芝、118m×93m
- 収容人員：4328人
  - メインスタンド 1184人
  - ロイヤルボックス 10人
  - 車いす席 4人
  - 芝生席 3130人

## アクセス
- JR羽越本線・西目駅から徒歩30分[1]
- JR羽越本線・西目駅から車（タクシー）で5分[1]

## ギャラリー

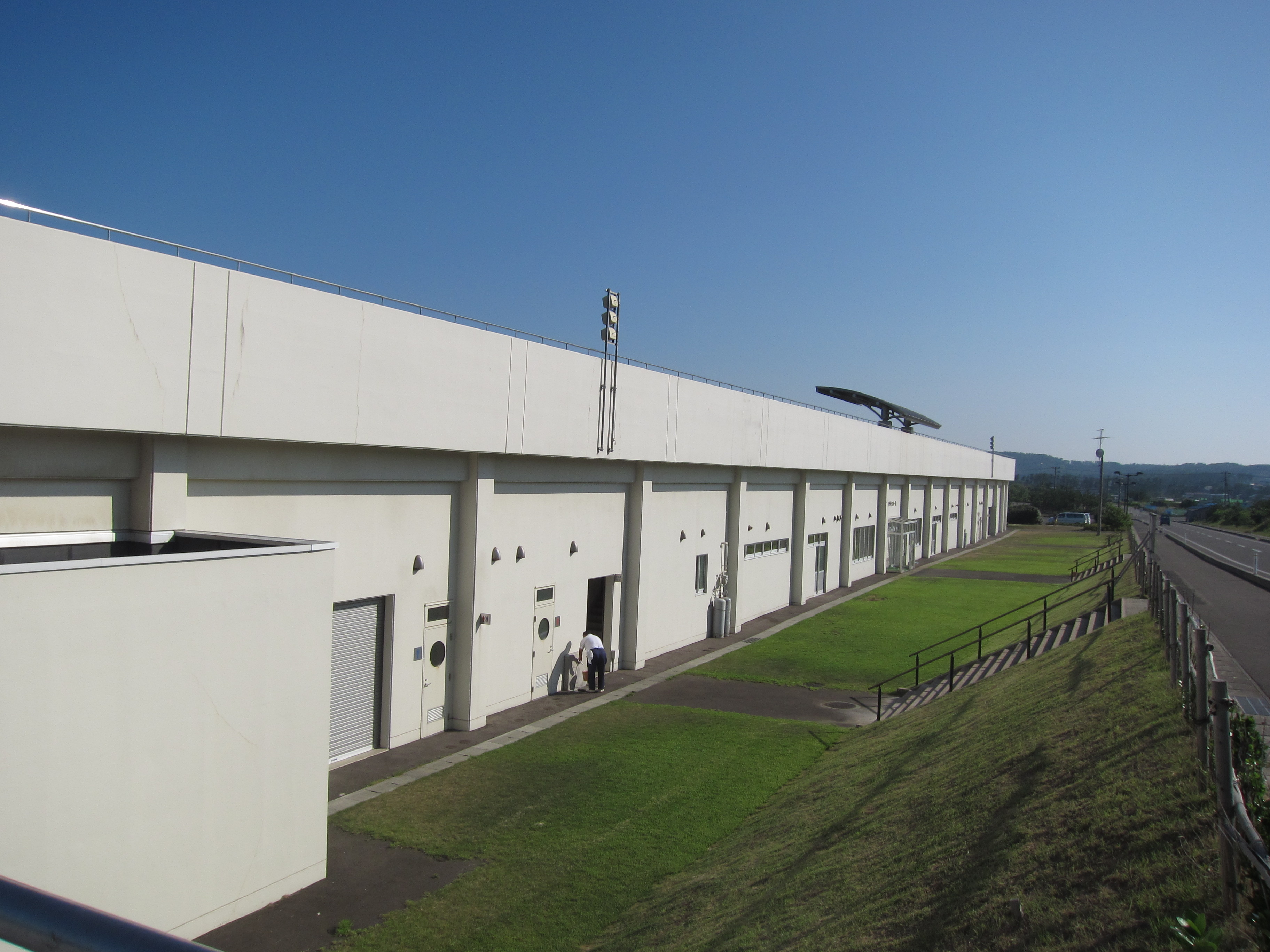
スタンド外観
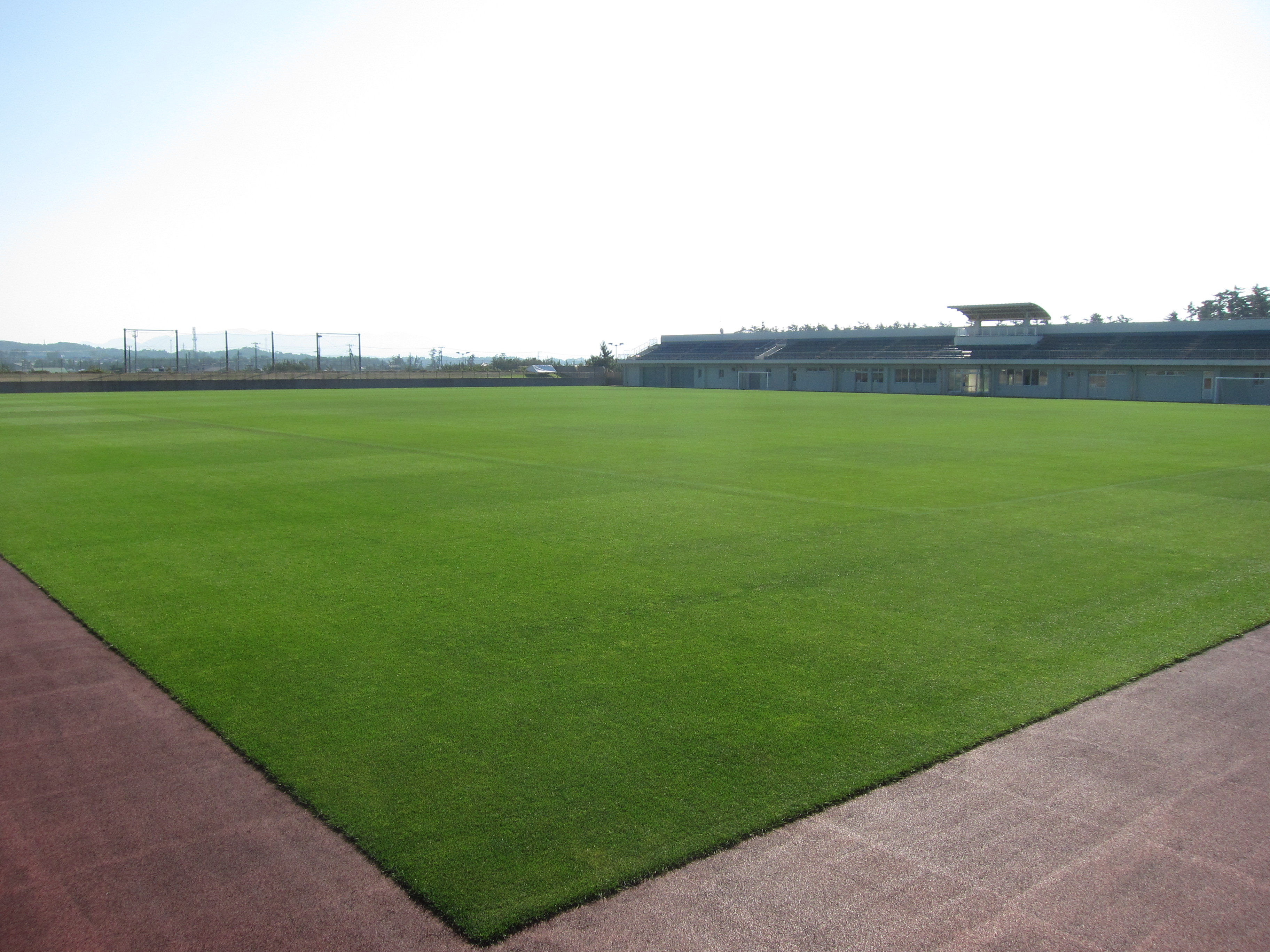
ピッチからスタンドを見る
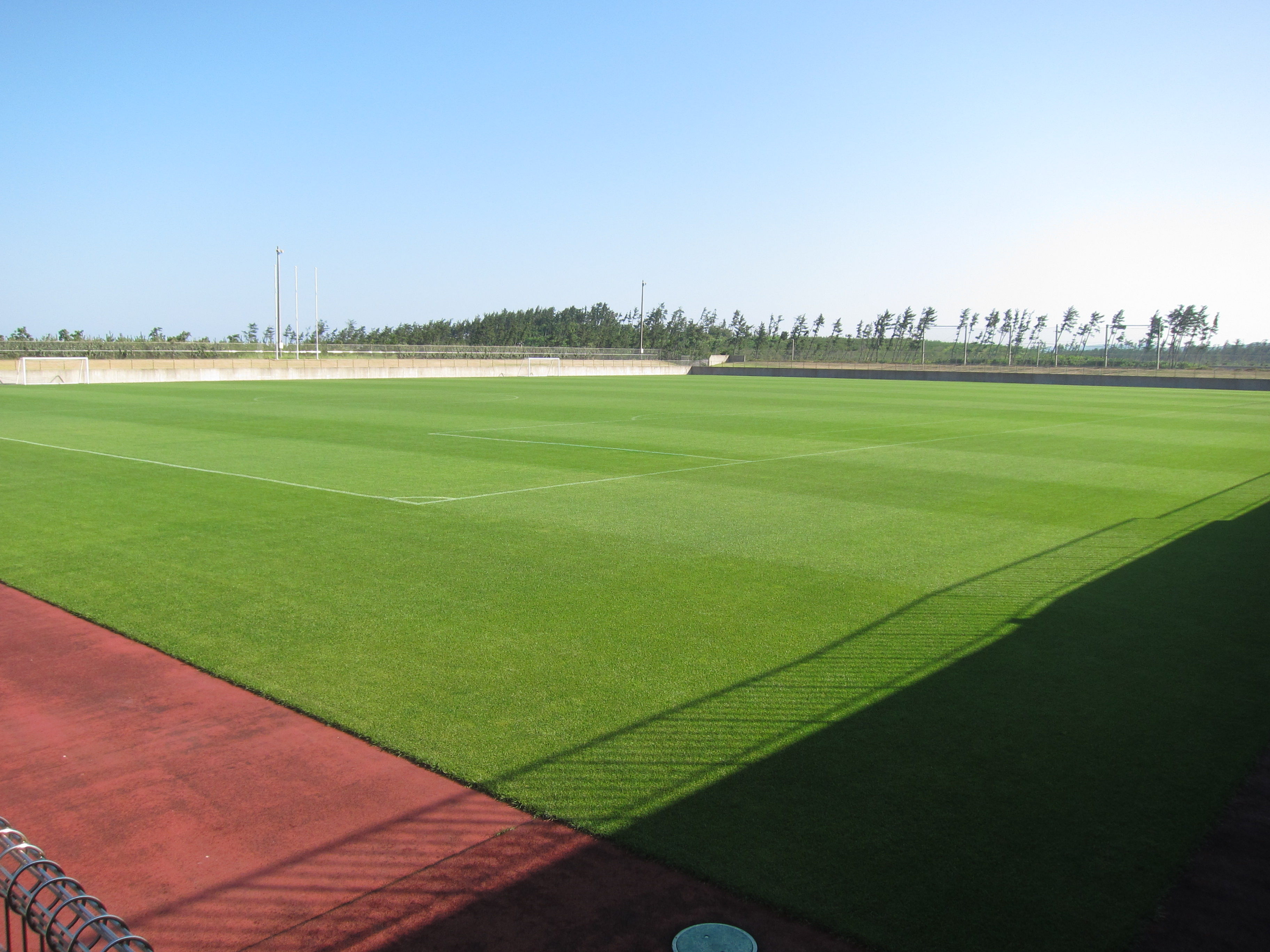
スタンドからピッチを見る